# Maakbare Maatschappij
Maakbare Maatschappij (MAMA) was een Vlaamse eenvrouws-politieke partij die deelnam aan de Vlaamse verkiezingen van 2014 in de provincie Antwerpen.
Boegbeeld was Trijn Janssens, beter bekend als Lady Angelina. Ze voerde campagne met een 'levend' reclamebord voor haar partij. De lijst Mama kreeg 3.227 voorkeurstemmen, goed voor 0,29% van de stemmen.
Voor de gemeenteraadsverkiezingen in 2018 kwam Janssens op voor de Antwerpse lijst "BDW" van komiek Geert Buellens. Ze haalde 74 voorkeurstemmen.